# Liga Marítima de Chile

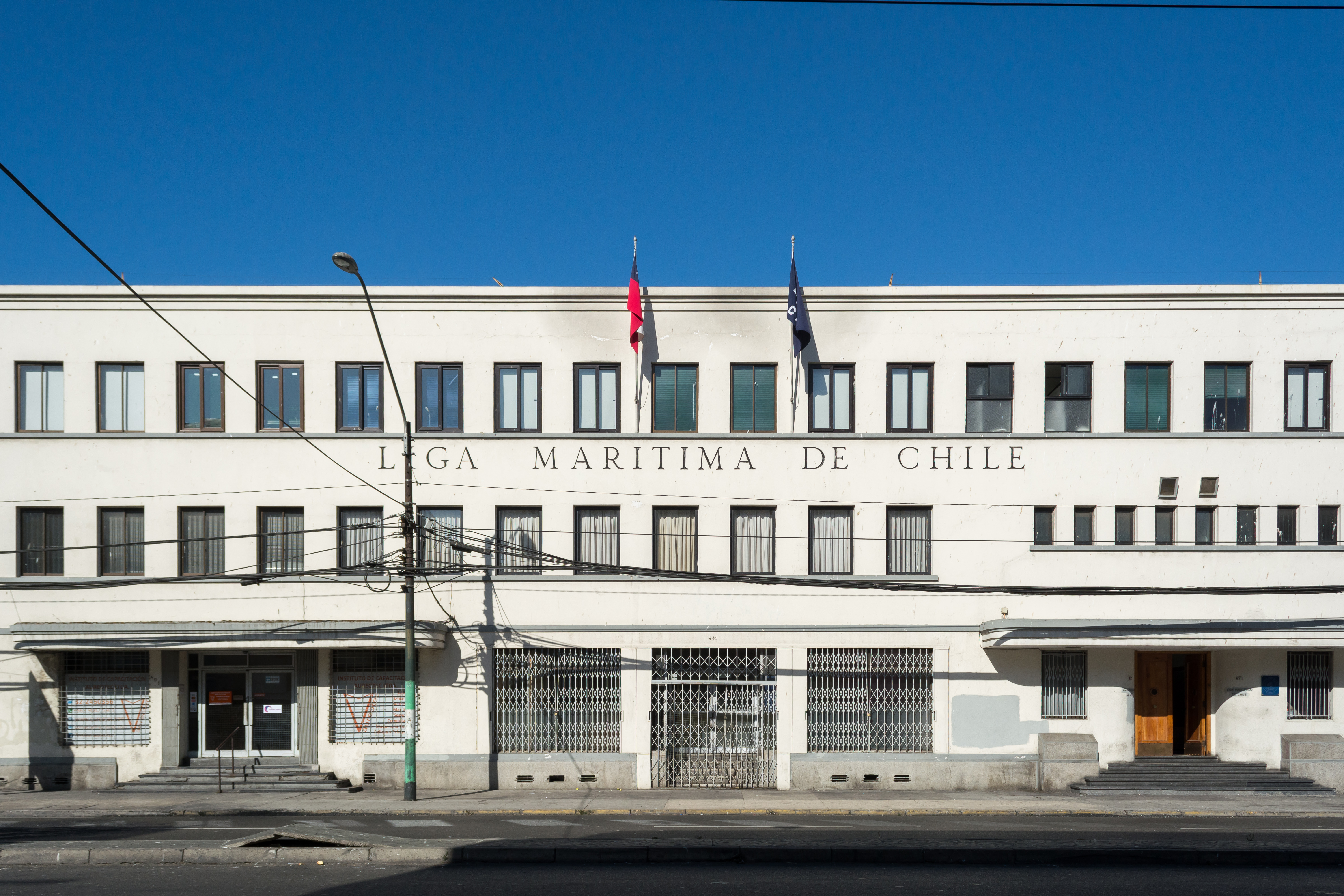
Edificio de la Liga Marítima de Chile, Valparaíso.

La Liga Marítima de Chile es una institución de servicio, privada, sin fines de lucro, cuyo objetivo es impulsar iniciativas tendientes a destacar la importancia que tiene el mar en el desarrollo y futuro de Chile. Fundada en Valparaíso el 21 de mayo de 1914.

## Fundación
Su artífice y fundador fue don Santiago Lorca Pell Ross, y fue establecida con fecha 21 de mayo de 1914 en el teatro “Valparaíso” de Valparaíso en una gran asamblea a la que asistieron sobre los mil quinientos socios, fue presidida por su Presidente don Roberto Pretot Freire. El Decreto que le concedió personería jurídica es del 14 de octubre de 1914, fecha que para todos los efectos se considera como la de su fundación. 

## Objetivo
Constituir en Chile una Liga formada por socios sin distinción de colores políticos ni división de clases sociales, que junten sus esfuerzos en pro del desarrollo de las energías del país en el mar, propiciando el incremento o perfeccionamiento de la marina de guerra y procurando el engrandecimiento de la flota mercante. Con el correr de los años, este amplio objetivo fue extendiéndose a diversas realizaciones tendientes a colaborar a la transformación del país en la potencia marítima del Pacífico Suroriental, basadas en su lema: “El porvenir de Chile está en el mar".

## Desarrollo
- 1915. Solicitó al Gobierno el apoyo para reemplazar el tonelaje de naves extranjeras retirado de las costas de Chile con motivo de la Primera Guerra Mundial con naves nacionales, creándose así la Marina Mercante Nacional.
- 1916. Participó en los estudios tendientes a crear una Caja de Crédito Naval, estructurar la Dirección de la Marina Mercante y sobre dársenas para pescadores de Valparaíso.
- 1918. Organizó la celebración anual del Día Deportivo de las Fuerzas Armadas.
- 1919. Creó la Escuela de Navegación Mercante y de Ingenieros Navales. Gestionó ante el Gobierno subvenciones para las compañías navieras nacionales, dando origen a la posterior Ley de Cabotaje Nacional, la que rigió a contar del 1 de enero de 1921.
- 1928. Realizó gestiones que permitieron organizar el Cuerpo de Salvavidas de Corral y el de Magallanes.
- 1931. Estableció el funcionamiento de catorce sedes locales en los principales puertos del litoral.
- 1936. Creó en Valparaíso una hospedería denominada "Hogar del Marino".
- 1937. Inició la celebración del Día del Mar, el que a los pocos años se transformó en la Semana del Mar y que finalmente dio paso al Mes del Mar.
- 1939. Impulsó campañas de consumo de pescado en el plan y cerros de Valparaíso.
- 1940. Obtuvo la promulgación de una Ley que otorgó recursos para el balizamiento y elementos de seguridad del litoral. Asimismo impulsó la creación de una Escuela de Tripulantes para la Marina Mercante. Inauguró en la Universidad Católica de Valparaíso un curso para Pilotos e Ingenieros de la Marina Mercante. Creó en diversos puertos del litoral las brigadas de Scouts Navales y celebró el Primer Congreso Marítimo Nacional.
- 1941. Organizó en la Escuela Naval el primer curso de Patrones de Yates. Propició y participó en la comisión que creó el Instituto de Biología Marina propuesto en el Congreso Marítimo.
- 1942. Obtuvo la promulgación del Decreto Ley que organizó las actividades deportivas náuticas de los Patrones de Yates, asimilándolos a la Reserva Naval. Fundó, en Valparaíso, Recreo, uno de los primeros clubes de yates de Chile y sentó las bases para la creación y organización de otros clubes de yates en el litoral.
- 1943. Efectuó los estudios para organizar la Reserva Naval Activa integrada por efectivos de la Marina Mercante y deportista náuticos.
- 1944. Al cumplir treinta años, organizó el Primer Congreso Oceanográfico de Chile.
- 1950. Creó la Federación Chilena del Yachting, luego Federación Chilena de Navegación a Vela (FEDEVELA).
- 1952. Por iniciativa de uno de sus directores, organizó y dio vida al espectáculo pirotécnico "Año Nuevo en el Mar" que se realiza desde esa época en la bahía de Valparaíso. En el año 1962 esta actividad fue traspasada a la Ilustre Municipalidad de Valparaíso.
- 1968. Con motivo del sesquicentenario del zarpe de la Primera Escuadra Nacional organizó junto a la Ilustre Municipalidad de Valparaíso la exposición "El mar en la pintura".
- 1969. Fundó la Escuela de Deportes Náuticos para la difusión y práctica de los deportes náuticos y otros ramos afines, iniciándose con la dictación de cursos para patrones, pilotos y capitanes de yate, hombres ranas, motoristas de lancha y un curso de náutica elemental denominado posteriormente Curso de Acercamiento al Mar el cual, se imparte anualmente y en forma gratuita a alumnos de ambos sexos de enseñanza media. Participó en la Primera Exposición Marítima Internacional realizada en Buenos Aires, Argentina.
- 1970. Organizó, en conjunto con la Compañía Sudamericana de Vapores, un concurso anual de redacción periodística para alumnos de enseñanza media, cuya temática es el Mar y la Marina Mercante Nacional.
- 1974. Se institucionalizó en el país, la celebración del "Mes del Mar" en el mes de mayo, en reemplazo de la "Semana del Mar" creada treinta años antes por la Liga.
- 1977. Participó, como institución fundadora, en la Primera Asamblea Constituyente de la Federación Internacional de Ligas Marítimas y Navales (FIDALMAR), celebrada en Madrid, España.
- 1979. Organizó el primer Concurso de Pintura Infantil "El Mar", que se realiza anualmente en el mes de mayo en el muelle "Prat" de Valparaíso.
- 1987. Organizó, con el auspicio de la Universidad Católica de Valparaíso un primer concurso de literatura para destacar el entorno marítimo nacional.
- 1990. Organizó el primer concurso de anécdotas marineras. Organizó y llevó a cabo la IX Asamblea General Ordinaria de la Federación Internacional de Ligas y Asociaciones Navales y Marítimas (FIDALMAR).
- 1991. Organizó el primer encuentro nacional de educación pesquera.
- 1992. Organizó el seminario "A cinco siglos del descubrimiento de América: Chile y la era del Pacífico".
- 1993. Realizó una jornada literaria relativa a la presencia del mar en la literatura chilena. Organizó y realizó en Santiago tres encuentros sobre comercio exterior vía marítima, los que se repitieron los años 1995 y 1997.
- 1994. Organizó y realizó en conjunto con la Escuela de Ingeniería y Transportes de la Universidad Católica de Valparaíso, el foro denominado "Valparaíso futuro". Además realizó junto con el Centro de Estudios Estratégicos de la Armada, el seminario "El cabotaje en Chile".Ambos eventos se repitieron el año 1995.
- 2004. Organizó y llevó a cabo la XXª Asamblea General Ordinaria de FIDALMAR. Este encuentro reunió a delegados de Argentina, Brasil, Curaçao, España, Estados Unidos, Perú, República Dominicana y Chile. El tema orientador de las conferencias dictadas durante la asamblea fue "El Océano Pacífico en el siglo XXI".
- 2005. Organizó el seminario "Los desafíos del cabotaje en Chile"
- 2006. Organizó, el seminario "Presente y futuro de la pesca en Chile".
- 2007. Realizó un encuentro sobre turismo marítimo
- 2008. Organizó el seminario "Valparaíso: vórtice de la indefinición"

## Revista Mar
Desde 1915 Liga Marítima publica la revista Mar. En su página web se encuentra un índice de los artículos desde el año 1915 al 2007 y de los cuales se puede solicitar copia digital vía correo electrónico.